# Tmesisternus trapezicollis
Tmesisternus trapezicollis är en skalbaggsart som först beskrevs av Heller 1914.  Tmesisternus trapezicollis ingår i släktet Tmesisternus och familjen långhorningar. Inga underarter finns listade i Catalogue of Life.